# جیلبرتو گووی
جیلبرتو گووی ((ایتالیایی: جیلبرتو گووی)؛ ‏ تلفظ ایتالیایی: [dʒilˈbɛrto ˈɡɔ:vi]؛ ‏ ۲۲ اکتبر ۱۸۸۵ – ۲۸ آوریل ۱۹۶۶) بازیگر و فیلم‌نامه‌نویس اهل ایتالیا بود. وی بین سال‌های ۱۹۴۲ تا ۱۹۶۰ میلادی فعالیت می‌کرد.
از فیلم‌هایی که وی در آن‌ها نقش داشته است، می‌توان به شیطان در صومعه و شیطان در صومعه اشاره نمود.